# Зеленоармейци
Зеленоармейци или Зелено движение (на руски: Зеленоармейцы, Зелёное движение) е обобщено название на нередовните, основно селски и казашки въоръжени формирования, противопоставящи се на болшевиките и белогвардейците през годините на Гражданската война в Русия. В по-широк смисъл „зелени“ се наричали всички трети страни в Гражданската война. Бият се за да защитят общностите си от реквизиция или репресия. Понякога асоциирани с Партията на социалистите-революционери, зеленоармейците се радват поне на мълчаливата подкрепа на голяма част от Русия. Все пак, основата на зеленоармейците, селячеството, в голяма степен не склоняват да водят активна кампания по време на Гражданската война в Русия.

## Предистория
Зеленото движение се образува като отзвук на болшевишките действия в селските райони по време на Гражданската война. След Октомврийската революция през 1917 г. болшевишкото правителство установява военен комунизъм от 1918 до 1921 г., изпращайки представители в селските земи на Централна Русия, които да събират провизии, нужни на правителството за да издържат войската и за да започне строителството на социалистическата икономика. Чести мишени на правителствената реквизиция стават новобранците за Червената армия, конете и зърното. Реквизиционните части и селскостопанските надзиратели често превишават официалните си задължения, грабейки безразборно домакинства и наранявайки селяните. Правителствените политики нажежават страстите, а тяхното грубо изпълнение предизвиква широко възмущение към болшевишкия режим. Кървавото потушаване на кое да е гражданско недоволство допълнително отдалечава селячеството, а когато Зелената армия се образува, болшевишките ексцесии карат много селяни да се отдадат на антиболшевишки действия.

## Ръководство и цели
Въпреки съветските опити зеленоармейците да се свържат с белогвардейската власт, такава връзка може да бъде направена само в силно политически аспект. Зеленото движение е представлявало спонтанни демонстрации на селско недоволство и не е било обвързано с конкретна идеология. Към 1920 г. болшевиките вече са победили белогвардейците и селските войници от Червената армия са силно възмутени от изгледите на продължаващо насилие над тяхната собствена класа в интереса на новото правителство. Групи дезертьори се събират в горите, което накрая води до обозначаването им като „зелени“. Докато тези групи се противопоставят на болшевиките, те често го правят без план или алтернативна форма на правителство наум, а по-скоро целят изгонване на болшевишкото влияние от селските райони.
Освен съветските записки на действията на опозицията, съществува много малко информация относно зеленоармейските военачалници, поради широката неграмотност и спонтанното естество на движението. За да се натрупа значителна сила, мотивиран човек преминавал през селските райони с група войници, вербувайки дезертьори и селяни по пътя. Лидерите влизали в селата за да направят съобщение, използвайки прости думи и смътни цели в реториката си за да възбудят ентусиазъм. Често преувеличавали болшевишките слабости и победите на опозицията с цел да убедят слушателите да се присъединят. Поддържайки прости цели, безразборно вербуване и оптимистично настроение, зеленоармейските вождове успяват да предизвикат чувство сред селяните, че наистина могат да направят значителен пробив в комунистическата власт. Също така, радвайки се на подкрепата на разочарованите градски работници и железничарите, които са избягали към селата, те информирали селяните за ужасните условия на труд в развиващата се промишленост.

## Тактика и дейност
Въпреки че е трудно зеленоармейците да се различат от останалите форми на гражданско неподчинение, те се различават със съсредоточено ръководство и отделни части, показвайки по-високо ниво на организация отколкото повечето селски въстания. Например, зеленоармейците на Александър Антонов в Тамбов имат медицински персонал, подкрепителни бригади и комплексна система за комуникация и разузнаване, в която участват жени, деца и възрастни хора. Значими Зелени движения се развиват в районите на Тамбов, Новгород, Тула, Рязан, Твер, Воронеж, Кострома, Сизран, Гомел, Курск, Брянск и Орел. Силите са с големина от няколкостотин до 50 хиляди, според най-високите оценки. Освен оръжията на болшевишките дезертьори, зеленоармейците крадат оръжие от комунистически складове и от изоставени царистки гарнизони. Подбуждат въоръжена съпротива на съветските институции в близките села и градове, хвалейки се за селски победи и вербувайки нови войници, понякога насила. Зеленоармейците водят високо мобилна партизанска война, нападайки съветски комуникационни системи, мелници, железници, заводи, както и червеноармейци, ако не са прекалено много. В случай че селяните успешно победят червеноармейците, те жестоко наказвали войниците и комунистическите представители, често осакатявайки тела, измъчвайки семейства или заравяйки жертвите живи.

## Сътрудничество с други групировки
Зеленоармейците често сътрудничели с други групировки от опозицията, сред които анархистите и есерите, основно поради стратегически причини, а не заради идеологически. Докато разочарованите белогвардейци се присъединяват към Зеленото движение и водят някои селски групи, Съветите надценяват степента, до която двата елемента са всъщност свързани. Склонни да следват пламенна реторика и обещания за насилствено отмъщение, селяните обикновено отхвърляли началниците, които обявяват главна политическа цел или които представят по-умерените интереси на есерите и други партии, свързани с временното руско правителство от 1917 г.

## Болшевишки отговор
Съветското правителство се опитва да изгради антиреволюционен и антикомунистически образ за зеленоармейците. Комунистическите държавни служители в провинцията съобщават на местното население, че зеленоармейците са подразделение на белогвардейците, въпреки факта че зеленоармейците са също толкова враждебно настроени към белогвардейците, колкото към болшевиките. Болшевиките, също така, преувеличават влиянието на кулаците в Зеленото движение, които макар и замесени, не са основната движеща сила зад движението.
Първоначално комунистите вярват, че лесно могат да победят зеленоармейците, считайки силите им като безнадеждна кауза в пропагандата им и военната им стратегия. Вместо да се концентрират върху зеленоармейците като цяло, комунистите се отнасят към всяка селска армия като отделен случай на неподчинение, потушавайки ги грубо и допълнително разгневявайки селското население. Докато Ленин и болшевиките осъзнаят силата на зеленоармейците, те вече са прераснали в сериозна обществена и военна заплаха за болшевишката сила. Някои учени твърдят, че зеленоармейците косвено карат Комунистическата партия да промени икономическата си стратегия през 1921 г. (вж. Нова икономическа политика), но въпреки това точния обхват на зеленоармейското влияние е обект на дебати. От друга страна, Новата икономическа политика заедно с големи валежи потушава Зеленото движение като подобрява селскостопанските условия и по този начин наврежда на основата на армията за успешно вербуване – селското негодувание. Към лятото на 1922 г. зеленоармейците са почти изчезнали.

## Причини за провал
Освен болшевишкия отговор, редица вътрешни аспекти на Зеленото движение довеждат до неговия провал. Зеленоармейската дейност често е стигала до насилие без някаква цел, освен убиването на комунисти и възпирайки тяхната икономическа и политическа дейност. Следователно, армиите рядко се придвижвали извън първоначалното им географско положение. Когато зеленоармейците завладели град или село, те пренебрегвали възможността да се установят политически и просто оставяли територията да бъде повторно завладяна от комунистите. Освен това, в самите групи също е имало напрежение, поради наличието на селяни, кулаци, работници и белогвардейци, които предварително са имали лоши чувства един към друг. Зеленоармейците са били постоянно недофинансирани, с малко провизии и никога не са имали шанс да победят комунистите.